# Un bebé de contrabando
Un bebé de contrabando es una película de Argentina dirigida por Eduardo Morera sobre su propio guion escrito en colaboración con Florencio Chiarello que se estrenó el 14 de agosto de 1940 y que tuvo como protagonistas a Sara Olmos, Eduardo Sandrini y Luis Sandrini.

## Sinopsis
Un ingenuo cuidador de autos debe hacerse cargo de un bebé y buscar a su padre.

## Reparto
- Manuel Alcón
- Juan Bono
- Adrián Cuneo ... Tito del Castillo
- Rufino Córdoba ... Gurruchaga
- Alfredo Fornaresio ... Sampolín
- Sara Olmos
- Eduardo Sandrini ... Dr. González Peña
- Luis Sandrini ... Inocencio Carreño
- Virginia Dumas
- Leonor Lima
- Juan Bono
- Estrella Márquez
- Lise Lotte
- Cachito La Rosa... Dedalito